# USS LST-263
O USS LST-263 foi um navio de guerra norte-americano da classe LST que operou durante a Segunda Guerra Mundial.